# Kelkheim-Mitte
Kelkheim-Mitte ist der namengebende und mit knappem Vorsprung größte Stadtteil der hessischen Stadt Kelkheim (Taunus). Kelkheim liegt im Vortaunus am westlichen Rand von Frankfurt am Main. Der Stadtteil hat rund 8000 Einwohner.

## Geographie

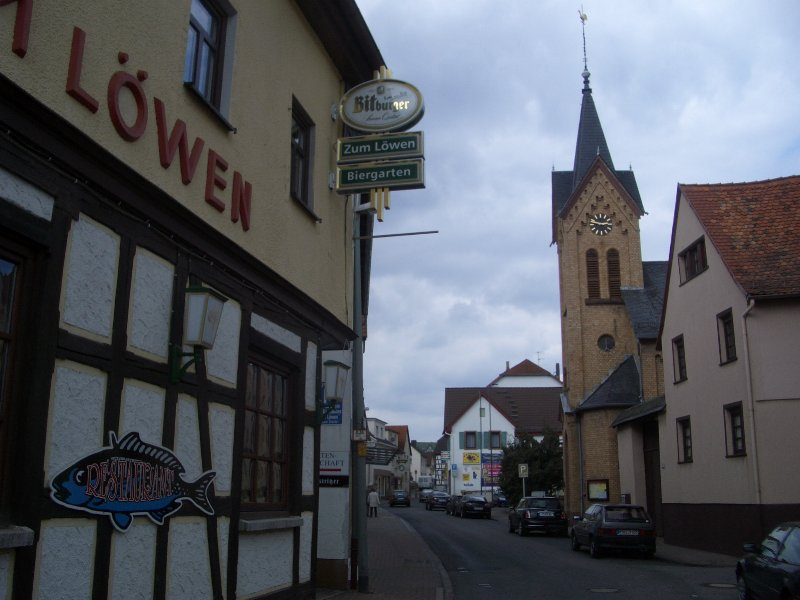
Die Hauptstraße in Kelkheim-Mitte

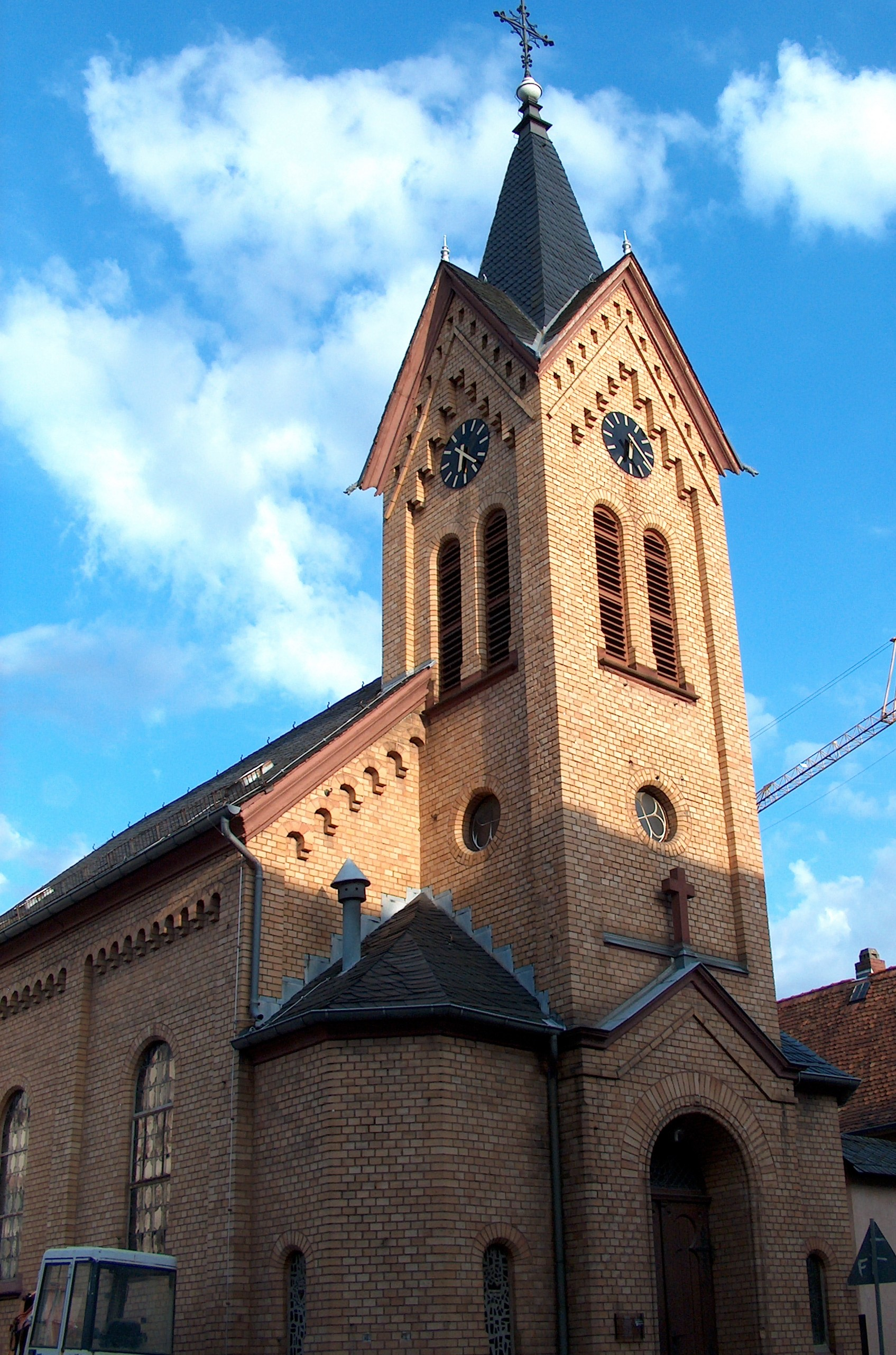
Katholische Stadtkapelle in der Hauptstraße

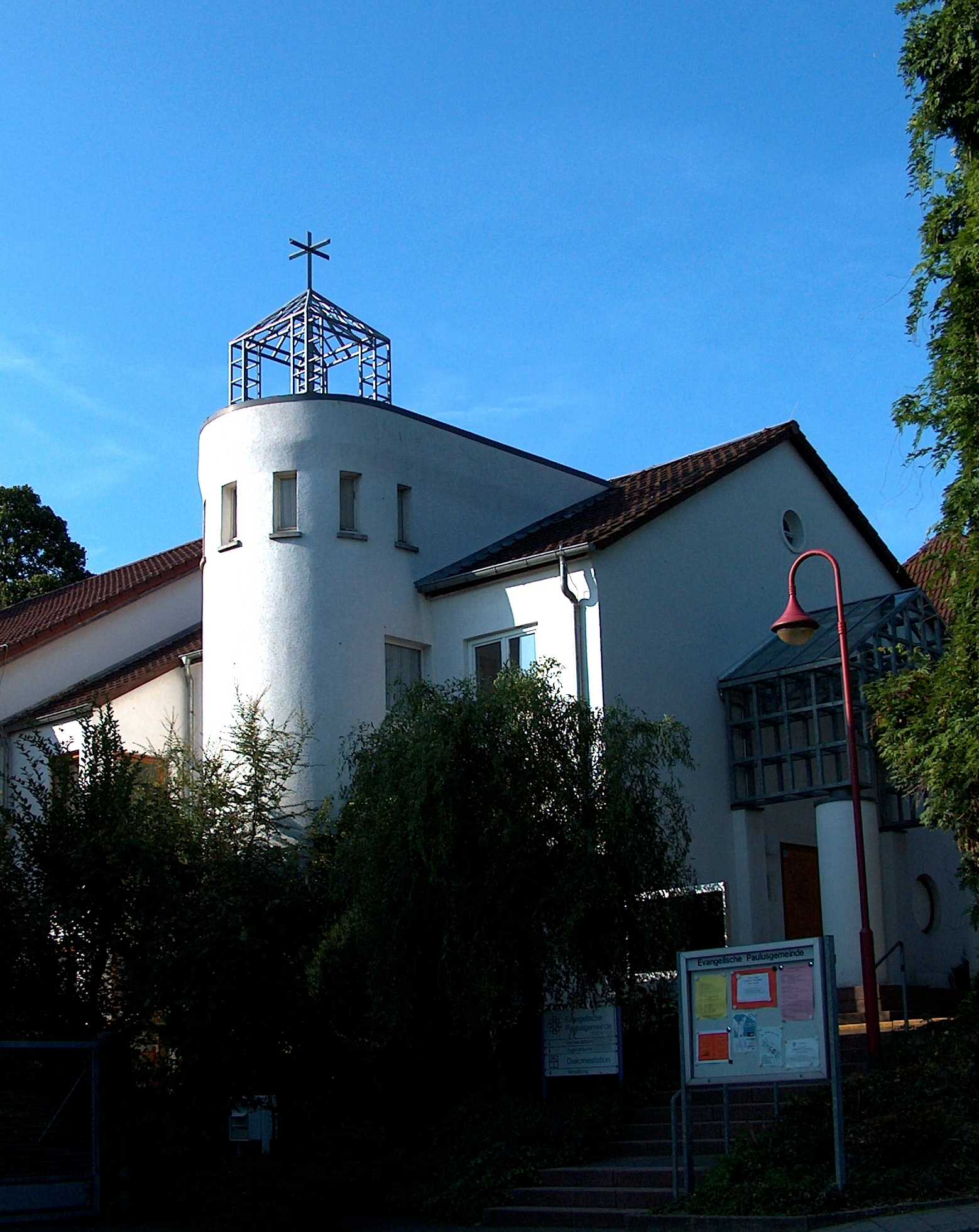
Kirche der Paulusgemeinde

Der Ort liegt im Tal des Liederbachs, eines rechten Nebenflusses des Mains. Westlich und vor allem östlich (Hangkante am Mainblick) des Tals steigt das Gelände stark an. Die Bebauung geht im Norden unmittelbar in die des Stadtteils Hornau, im Süden in die von Münster über, im Nordwesten ist Kelkheim-Mitte durch wenige unbebaute Grundstücke vom Stadtteil Fischbach getrennt. Am Liederbach liegen zwei Stadtparks, der Mühlgrund im Norden des Stadtteils und die Sindlinger Wiesen im Süden.
Aktuelle und historische Siedlungsplätze
Quelle: Historisches Ortslexikon
- Siedlung Richter[4]
- Haus Veronika Lechinger[5]
- Kloster der Dienerinnen des Heiligsten Herzen Jesu in Kelkheim[6]
- Kloster der Franziskanerinnen von Thuine in Kelkheim-Münster[7]
- Franziskanerkloster Kelkheim[8]

## Geschichte

### Das Dorf Kelkheim
Die älteste bekannte schriftliche Erwähnung des Dorfes Kelkheim erfolgte unter dem Namen Kadelcamf im Jahr 880.
Weitere Erwähnungen erfolgten unter den Ortsnamen (in Klammern das Jahr der Erwähnung): Cadelcanf (977), Kadelcamp (1228), Cadelkamph (1304), Cadercamp (1284), Calcamp (1333), Kalcamp (1355), Kalcheim und Kelkam (1369), Kalkhem (1381), Kelckheim (1434/39), Kelkem (1471), Kalckheym (1482) und Kelckheim (1492).
„Kelkheim und Hornau gehörten seit dem 9. Jahrhundert dem Bartholomäusstift in Frankfurt und bildeten die Vogtei Kelkheim, mit der das Stift die Herren von Eppstein und nach deren Aussterben 1535 die Grafen von Stolberg belehnte. Lehnsurkunden der Eppsteiner lassen sich von 1369, 1404, 1469 und 1478 sowie der Stolberger von 1535 und 1575 nachweisen. Kurmainz nahm 1581 die Grafschaft Königstein in Besitz und kaufte 1594 alle Vogteirechte des Bartholomäusstifts ab. Die Rechte des Landgrafen von Hessen, der 1492 neben dem westlichen Teil der Herrschaft Eppstein das halbe Gericht Heusels erkaufte, wurden früh zurückgedrängt. Bei Säkularisation des Erzstifts Mainz 1802/03 fielen die 3 Dörfer an Nassau-Usingen.“

### Stadtgeschichte

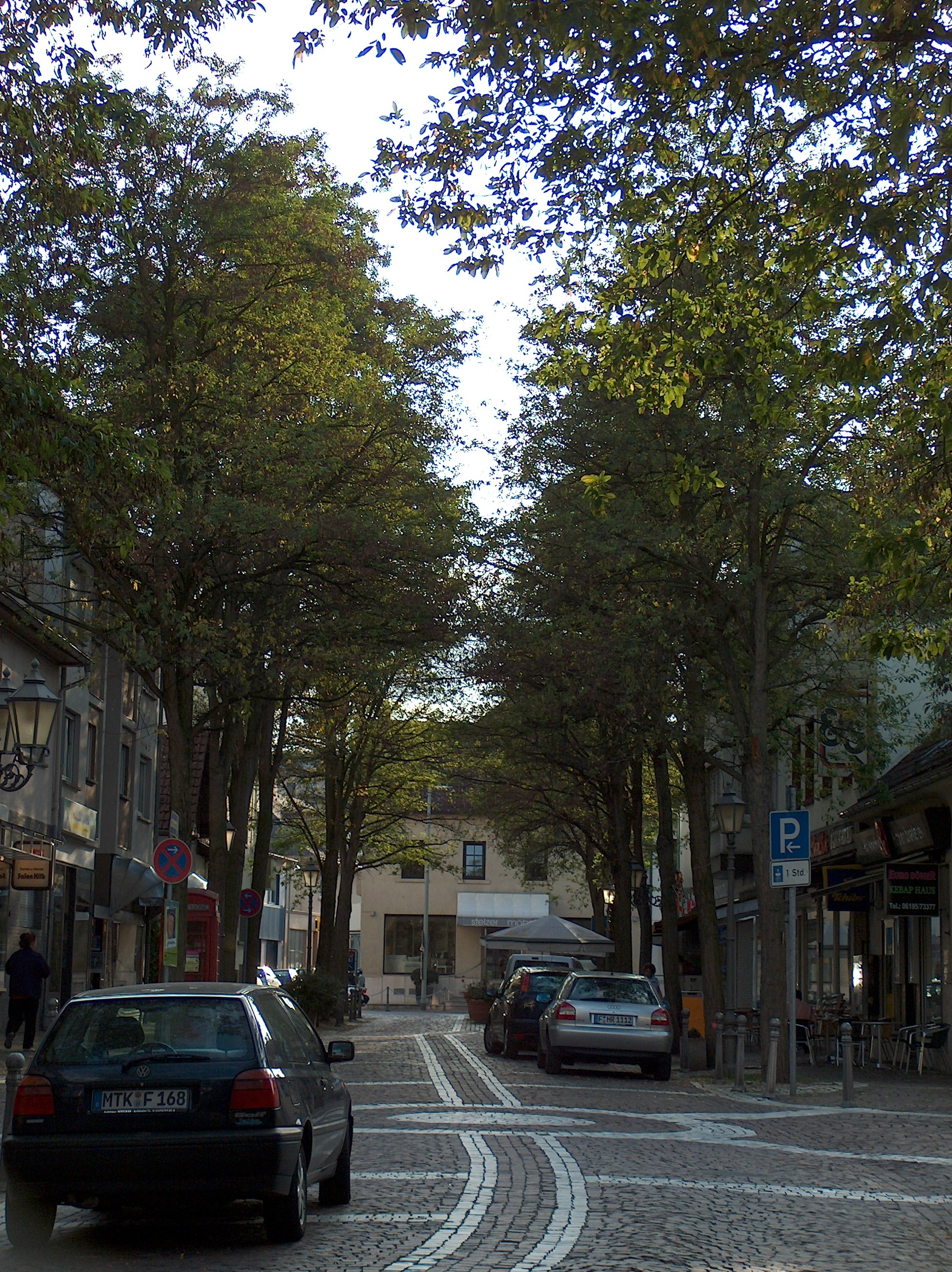
Die Bahnstraße, Kelkheims kleine Zeil

Der Stadtteil Kelkheim-Mitte ist nicht der gewachsene Kern der gleichnamigen Stadt. Diese entstand 1938 vielmehr aus der Eingemeindung der Dörfer Hornau und Münster und der Ernennung zur Stadt. Kelkheims Name wurde als Name für die neue Kleinstadt gewählt, weil es in der Mitte der drei damaligen Dörfer liegt. Seit der Stadtgründung und insbesondere nach der Erweiterung um drei weitere Stadtteile (Fischbach, Ruppertshain und Eppenhain) 1977 entwickelte sich Kelkheim-Mitte jedoch zum Zentrum der heute etwa 29.000 Einwohner zählenden Gesamtstadt. Kelkheim-Mitte beherbergt seitdem die meisten zentralen Einrichtungen der Stadt, besitzt jedoch auch zahlreiche Wohngebiete, die abseits der Hauptstraßen ganz überwiegend aus Einfamilienhäusern bestehen.
Kelkheim entstand als Straßendorf am westlichen Ufer des Liederbachs. Die ehemalige Dorfstraße, die Hauptstraße, hat ihre zentrale Bedeutung in den 1950er Jahren an die westlich parallel verlaufende Frankfurter Straße verloren, da nun auch die westliche Seite der ebenfalls parallel verlaufenden Bahnlinie erschlossen wurde, und eine Verbindung der drei bisher durch Freiflächen getrennten Ortsteile erwünscht war. Während diese durch drei- bis viergeschossige Bebauung und zahlreiche Geschäfte recht städtisch wirkt, blieb die Hauptstraße bis heute dörflich geprägt. Zwei Querverbindungen zwischen Frankfurter und Hauptstraße bilden weitere Einzelhandelsstandorte: die verkehrsberuhigte Bahnstraße im Norden des Stadtteils und die „Neue Stadtmitte“ um die Frankenallee im Süden.
Die „Neue Stadtmitte“, die der Gesamtstadt ein echtes Zentrum gibt, wurde Anfang der 1980er Jahre auf einem zuvor als Parkplatz genutzten Gelände begonnen. Die Planungen der Stadtmitte Nord hatten sich seitdem mehrmals geändert. Im Mai 2007 begannen die Bauarbeiten des nördlichen Teils, der 2009 fertiggestellt wurde. Als Investor für das 13.000 Quadratmeter umfassende Projekt fand sich nach einem Investorenwettbewerb die Hochtief AG. Die Stadtmitte Nord bietet neben Ladengeschäften für den örtlichen Einzelhandel und Wohnungen auch der Stadtbibliothek Platz, außerdem sind ein Verbrauchermarkt und eine Seniorenresidenz vorhanden. Mittwochs und samstags findet hier Markt statt.

### Verwaltungsgeschichte im Überblick
Die folgende Liste zeigt die Staaten und Verwaltungseinheiten, denen Kelkheim angehört(e):
- vor 1535: Heiliges Römisches Reich, Herrschaft Eppstein-Königstein, Vogtei Kelkheim
- ab 1535: Heiliges Römisches Reich, Grafen von Stolberg, Vogtei Kelkheim
- ab 1581: Heiliges Römisches Reich, Kurfürstentum Mainz, Oberamt Höchst und Königstein, Amtsvogtei Eppstein
- ab 1803: Heiliges Römisches Reich, Fürstentum Nassau-Usingen,[Anm. 2] Amtsvogtei Hofheim
- ab 1806: Herzogtum Nassau,[Anm. 3] Amt Königstein[Anm. 4]
- ab 1849: Herzogtum Nassau, Kreisamt Höchst
- ab 1854: Herzogtum Nassau, Amt Königstein
- ab 1867: Königreich Preußen,[Anm. 5] Provinz Hessen-Nassau, Regierungsbezirk Wiesbaden, Obertaunuskreis[Anm. 6]
- ab 1871: Deutsches Reich,[10] Königreich Preußen, Provinz Hessen-Nassau, Regierungsbezirk Wiesbaden, Obertaunuskreis
- ab 1886: Deutsches Reich, Königreich Preußen, Provinz Hessen-Nassau, Regierungsbezirk Wiesbaden, Obertaunuskreis
- ab 1918: Deutsches Reich, Freistaat Preußen,[Anm. 7] Provinz Hessen-Nassau, Regierungsbezirk Wiesbaden, Obertaunuskreis
  - 1919–1930: Hilfskreis Königstein in der französischen Besatzungszone
- ab 1928: Deutsches Reich, Freistaat Preußen, Provinz Hessen-Nassau, Regierungsbezirk Wiesbaden, Main-Taunus-Kreis
- ab 1938: Deutsches Reich, Freistaat Preußen, Provinz Hessen-Nassau, Regierungsbezirk Wiesbaden, Main-Taunus-Kreis, Stadt Kelkheim

## Bevölkerung

### Einwohnerstruktur 2011
Nach den Erhebungen des Zensus 2011 lebten am Stichtag, dem 9. Mai 2011, in Kelkheim-Mitte 8094 Einwohner. Darunter waren 906 (11,2 %) Ausländer.
Nach dem Lebensalter waren 1518 Einwohner unter 18 Jahren, 3521 zwischen 18 und 49, 1410 zwischen 50 und 64 und 1845 Einwohner waren älter.
Die Einwohner lebten in 3782 Haushalten. Davon waren 1317 Singlehaushalte, 1110 Paare ohne Kinder und 948 Paare mit Kindern, sowie 279 Alleinerziehende und 111 Wohngemeinschaften. In 924 Haushalten lebten ausschließlich Senioren und in 2511 Haushaltungen lebten keine Senioren.

### Einwohnerentwicklung
- 1583: 42 Häuser
- 1588: 38 Häuser
- 1605: 29 Häuser
- 1632: 20 Häuser
- 1648: 10 Häuser
- 1660: 12 Häuser
- 1670: 17 Hausgesesse
- 1730: 211 Einwohner (davon 61 Söhne, 51 Töchter, 3 Witwen)
- 1760: 220 Einwohner (81 Söhne, 75 Töchter, 10 Witwen)
- 1794: 259 Einwohner (60 Söhne, 72 Töchter, 4 Witwer, 7 Witwen)

| Kelkheim (Dorf): Einwohnerzahlen von 1710 bis 2021 | Kelkheim (Dorf): Einwohnerzahlen von 1710 bis 2021 | Kelkheim (Dorf): Einwohnerzahlen von 1710 bis 2021 | Kelkheim (Dorf): Einwohnerzahlen von 1710 bis 2021 | Kelkheim (Dorf): Einwohnerzahlen von 1710 bis 2021 |
| --- | -------------------------------------------------- | -------------------------------------------------- | -------------------------------------------------- | -------------------------------------------------- |
| Jahr |                                                    |                                                    |                                                    | Einwohner                                          |
| 1710 | 1710                                               |                                                    | 198                                                | 198                                                |
| 1730 | 1730                                               |                                                    | 211                                                | 211                                                |
| 1750 | 1750                                               |                                                    | 188                                                | 188                                                |
| 1760 | 1760                                               |                                                    | 220                                                | 220                                                |
| 1780 | 1780                                               |                                                    | 318                                                | 318                                                |
| 1794 | 1794                                               |                                                    | 259                                                | 259                                                |
| 1801 | 1801                                               |                                                    | 259                                                | 259                                                |
| 1817 | 1817                                               |                                                    | 418                                                | 418                                                |
| 1834 | 1834                                               |                                                    | 439                                                | 439                                                |
| 1840 | 1840                                               |                                                    | 484                                                | 484                                                |
| 1846 | 1846                                               |                                                    | 517                                                | 517                                                |
| 1852 | 1852                                               |                                                    | 562                                                | 562                                                |
| 1858 | 1858                                               |                                                    | 648                                                | 648                                                |
| 1864 | 1864                                               |                                                    | 551                                                | 551                                                |
| 1871 | 1871                                               |                                                    | 515                                                | 515                                                |
| 1875 | 1875                                               |                                                    | 574                                                | 574                                                |
| 1885 | 1885                                               |                                                    | 608                                                | 608                                                |
| 1895 | 1895                                               |                                                    | 882                                                | 882                                                |
| 1905 | 1905                                               |                                                    | 857                                                | 857                                                |
| 1910 | 1910                                               |                                                    | 1.058                                              | 1.058                                              |
| 1925 | 1925                                               |                                                    | 1.116                                              | 1.116                                              |
| 1980 | 1980                                               |                                                    | ?                                                  | ?                                                  |
| 1990 | 1990                                               |                                                    | ?                                                  | ?                                                  |
| 2000 | 2000                                               |                                                    | ?                                                  | ?                                                  |
| 2011 | 2011                                               |                                                    | 8.094                                              | 8.094                                              |
| 2015 | 2015                                               |                                                    | 8.676                                              | 8.676                                              |
| 2021 | 2021                                               |                                                    | 8.897                                              | 8.897                                              |
| Datenquelle: Historisches Gemeindeverzeichnis für Hessen: Die Bevölkerung der Gemeinden 1834 bis 1967. Wiesbaden: Hessisches Statistisches Landesamt, 1968. Weitere Quellen: LAGIS; Stadt Kelkheim |                                                    |                                                    |                                                    |                                                    |

### Historische Religionszugehörigkeit
| • 1885: | 3777 evangelischer (= 36,01 %), 6311 katholische (= 60,17 %) Einwohner |

## Verkehr
Der Stadtteil besitzt einen Bahnhof an der Königsteiner Bahn. Er führte ursprünglich die Bezeichnung Kelkheim-Fischbach, der heutige Stadtteil Fischbach liegt jedoch rund zwei Kilometer vom Bahnhof entfernt. Nach der Eingemeindung Fischbachs erhielt er den Namen Kelkheim-Mitte, heißt heute allerdings nur noch Kelkheim. Der Bahnhof ist der wichtigste Unterwegsbahnhof auf der von Königstein zum Bahnhof Frankfurt-Höchst führenden, eingleisigen Strecke; im Normalfall begegnen sich hier die nach Königstein und nach Höchst fahrenden Züge. Im Stadtteil verkehren außerdem mehrere Buslinien.
Der Straßenzug Frankfurter Straße – Bahnstraße – Fischbacher Straße ist als Landesstraße ausgewiesen und trägt die Hauptlast des innerstädtischen Autoverkehrs. Weitere wichtige Verkehrsstraßen sind der Straßenzug Pestalozzistraße – Gagernring sowie die am östlichen Ortsrand verlaufende Bundesstraße 519.

## Bauwerke
Das bekannteste Bauwerk von Kelkheim ist das 1909 eingeweihte, neuromanische Franziskanerkloster, das auf der Hochfläche (Klosterberg) östlich des Ortes liegt und weithin sichtbar ist. Das heute als Rentamt des Bistums Limburg genutzte Kloster dient auch weiterhin als katholische Pfarrkirche St. Franziskus.
In der Hauptstraße steht die ebenfalls zu dieser Pfarrei gehörende Stadtkapelle. Sie wurde 1891/92 als Ersatz für eine 1774 erbaute Holzkapelle errichtet und dient heute vorwiegend als Raum für Andachten.
Die evangelischen Christen des Stadtteils sind Mitglieder der Paulusgemeinde, deren Kirche in der Gustav-Adolf-Straße steht.
Der Stadtteil besitzt eine Grundschule, die Pestalozzischule in der gleichnamigen Straße, sowie ein Privatgymnasium, die Richterschule am Gagernring. In derselben Straße steht das 1974 eröffnete Rathaus der Stadt, schräg gegenüber in der Hornauer Straße die 1951 fertiggestellte Stadthalle. Hinter dem Rathaus liegt die Sportanlage Im Stückes, Heimat des Sportvereins SG Kelkheim. In der Nähe des alten Kelkheimer Friedhofs in der Frankenallee liegt der heutige Hauptfriedhof der Gesamtstadt.